# Cladosporium sphaeroideum
Cladosporium sphaeroideum är en svampart som beskrevs av Cooke 1879. Cladosporium sphaeroideum ingår i släktet Cladosporium och familjen Davidiellaceae.   Inga underarter finns listade i Catalogue of Life.